# Trotzkopf (Insekt)
Der Trotzkopf (Hadrobregmus pertinax) ist ein Käfer aus der Familie der Nagekäfer (Ptinidae).

## Merkmale
Die Käfer erreichen eine Körperlänge von 4,5 bis 6 Millimetern. Ihr Körper ist breit walzenförmig, ist sehr fein, kurz und schütter behaart und hat eine schwarzbraune Farbe. Der Halsschild ist auf der Vorderseite breit gerundet und seitlich eingedrückt. Auch an der Basis befinden sich zwei große Eindrücke, die am Außenrand hell behaart sind. In der Mitte des Halsschildes befindet sich ein hoher Höcker, der auf der Vorderseite U-förmig eingedrückt ist. Die Deckflügel (Elytren) tragen zahlreiche Längsreihen mit großen, länglichen Punkten. Die Fühler sind braun gefärbt. Bei den Männchen sind die letzten drei Glieder gemeinsam gleich lang, wie die übrigen zusammen. Bei den Weibchen sind sie kürzer.

### Synonyme
- Dermestes bipunctatus Schrank, 1776[1]
- Anobium fagi Herbst, 1783[1]
- Ptinus rufus Gmelin, 1790[1]
- Ptinus rugosus Gmelin, 1790[1]
- Anobium striatum Fabricius, 1787[1]
- Dendrobium pertinax Mulsant & Rey, 1863[1]
- Coelostethus pertinax LeConte, 1861[1]

## Vorkommen
Die Art kommt in Europa, bis über den Polarkreis hinaus vor. Im Süden findet man sie auch in höheren Lagen. Auf den Britischen Inseln und in den Niederlanden fehlt die Art. Die ursprünglich weit verbreitete Art ist mittlerweile durch ihre chemische Bekämpfung nicht mehr so häufig. Man findet sie selten auch in verbautem Holz in Gebäuden, überwiegend in Nadelholz, selten aber auch in dem von Laubbäumen. Die Flugzeit ist von Mai bis August.

## Lebensweise
Wie bei verschiedenen anderen Nagekäferarten auch, spielt Holz im Lebenszyklus des Trotzkopfkäfers eine wichtige Rolle, da dieses den Larven als Lebensraum und Nahrung dient. Dabei sind die Larven auf pilzlich vorgeschädigtes Holz angewiesen. Der Trotzkopf wird daher (wie z. B. auch der Gescheckte Nagekäfer) als „Faulholzinsekt“ bezeichnet und kann als Indikator für einen vorhandenen Pilzbefall angesehen werden.
Die Larven entwickeln sich im Holz von Fichten und Kiefern. Die Weibchen legen sechs bis acht Eier in etwa 10 Millimeter langen Gänge im Holz ab. Die Larven benötigen zwei Jahre für ihre Entwicklung. Das Holz ist bei fortgeschrittenem Befall kreuz und quer von Fraßgängen durchzogen und weist an der Oberfläche kreisrunde Ausfluglöcher von ca. zwei bis drei Millimetern Durchmesser auf. Die Imagines schlüpfen im Herbst, fliegen aber erst nach einer Überwinterung aus.

## Bekämpfung
Ein Befall durch den Trotzkopf kann die Zerstörung von pilzbefallenem Holz stark beschleunigen, stellt jedoch immer eine Sekundärschädigung dar. Vorrangig ist daher die Ursachenbeseitigung und Bekämpfung des Pilzbefalls in Angriff zu nehmen.

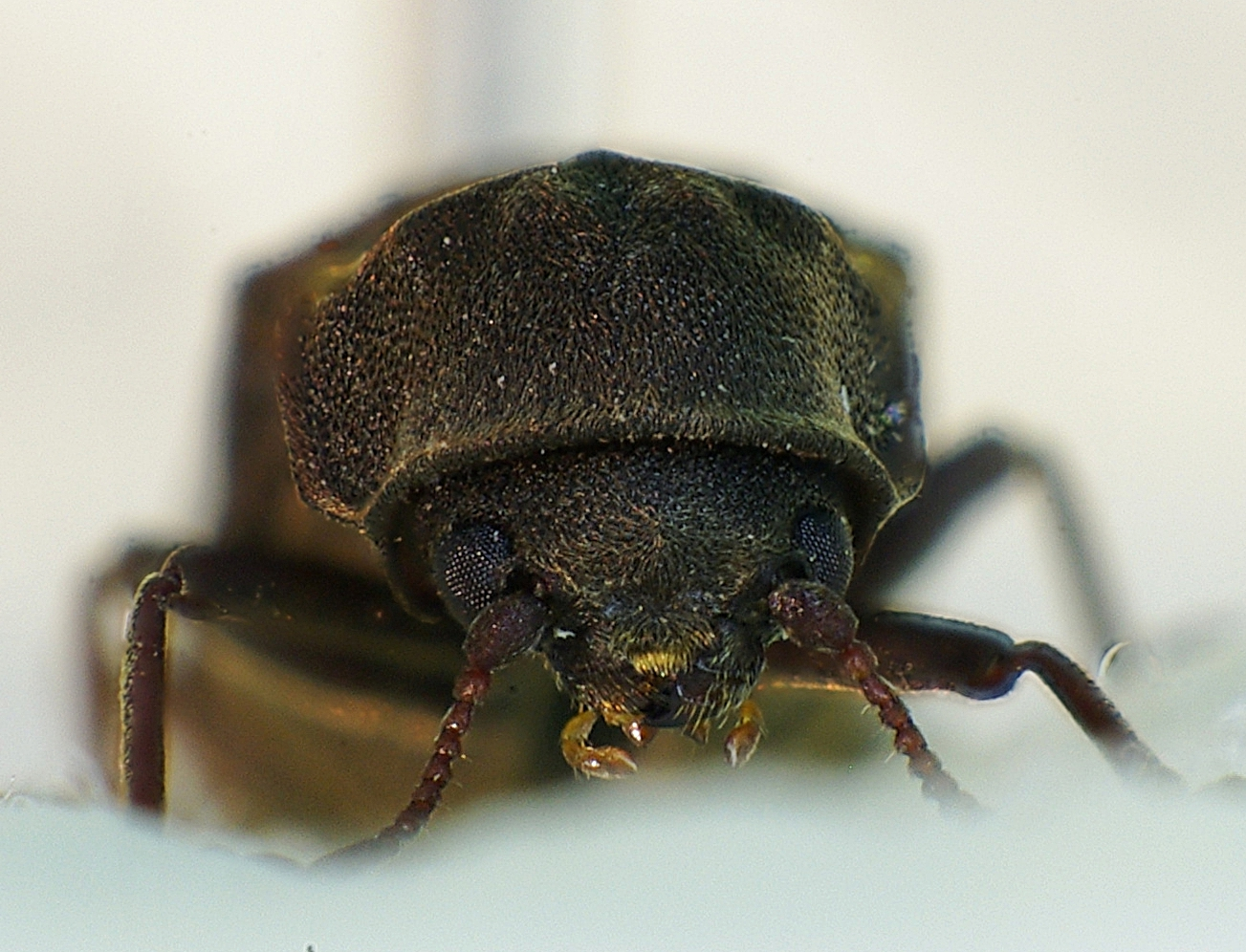
Vorderansicht
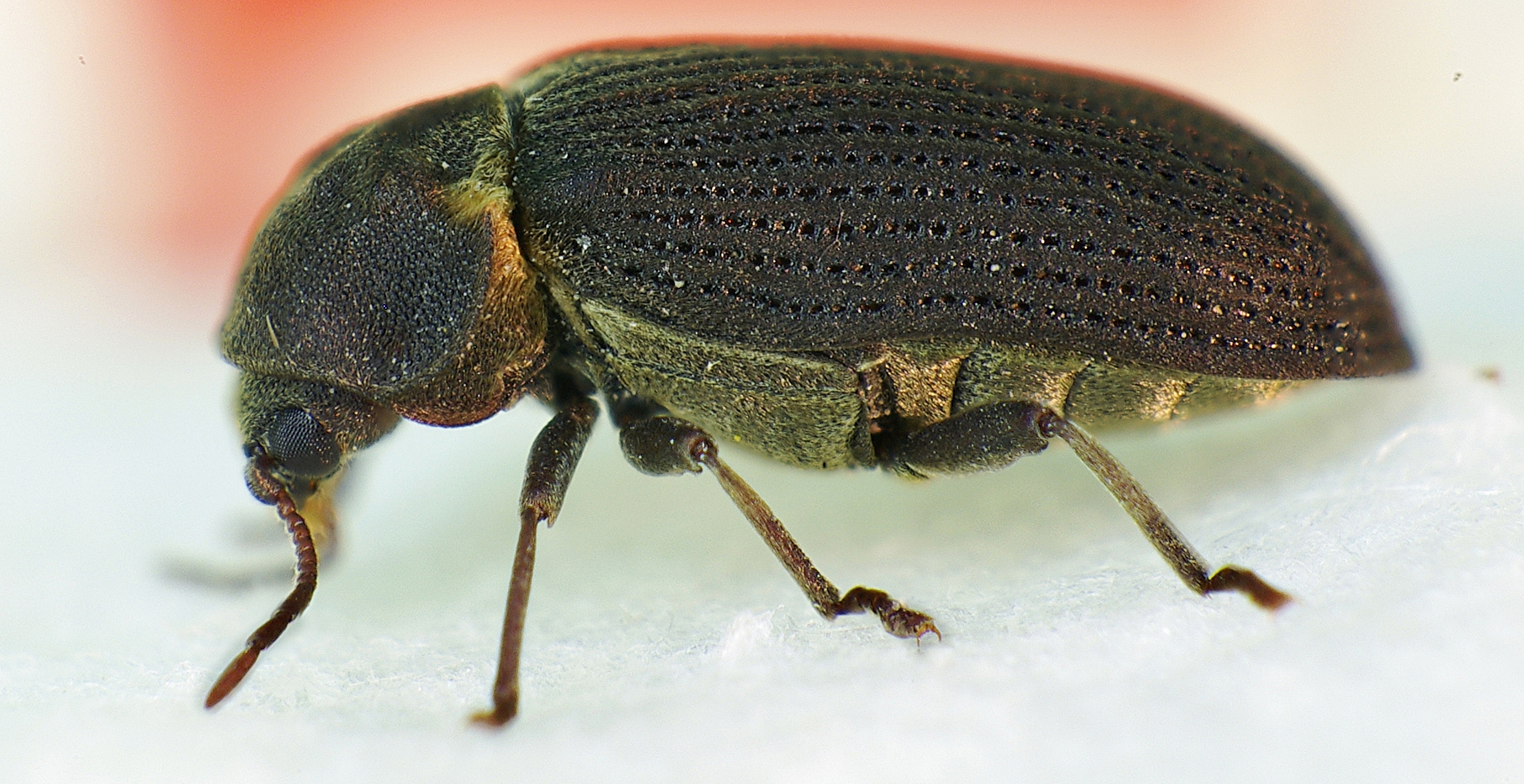
Seitenansicht
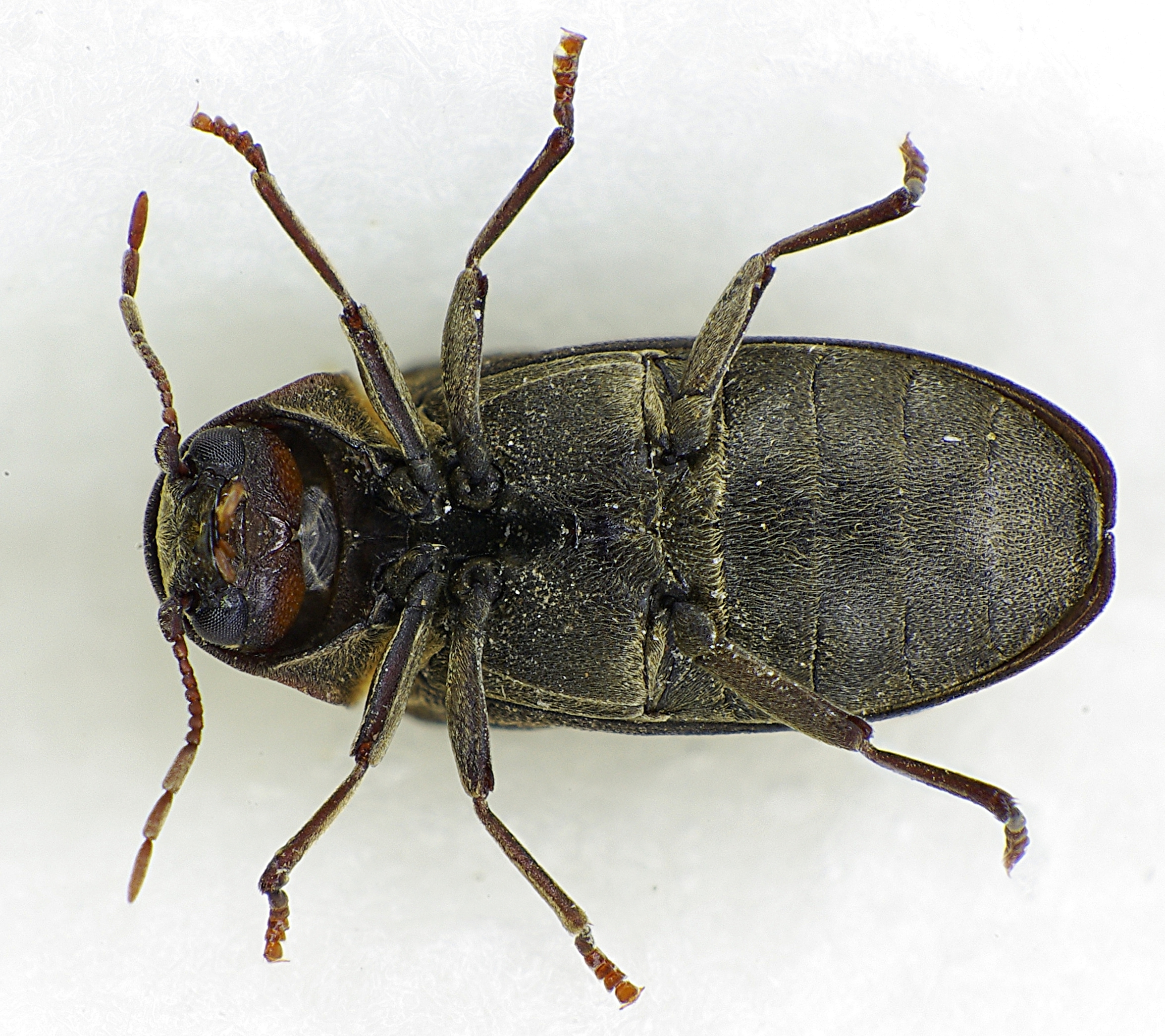
Unterseite
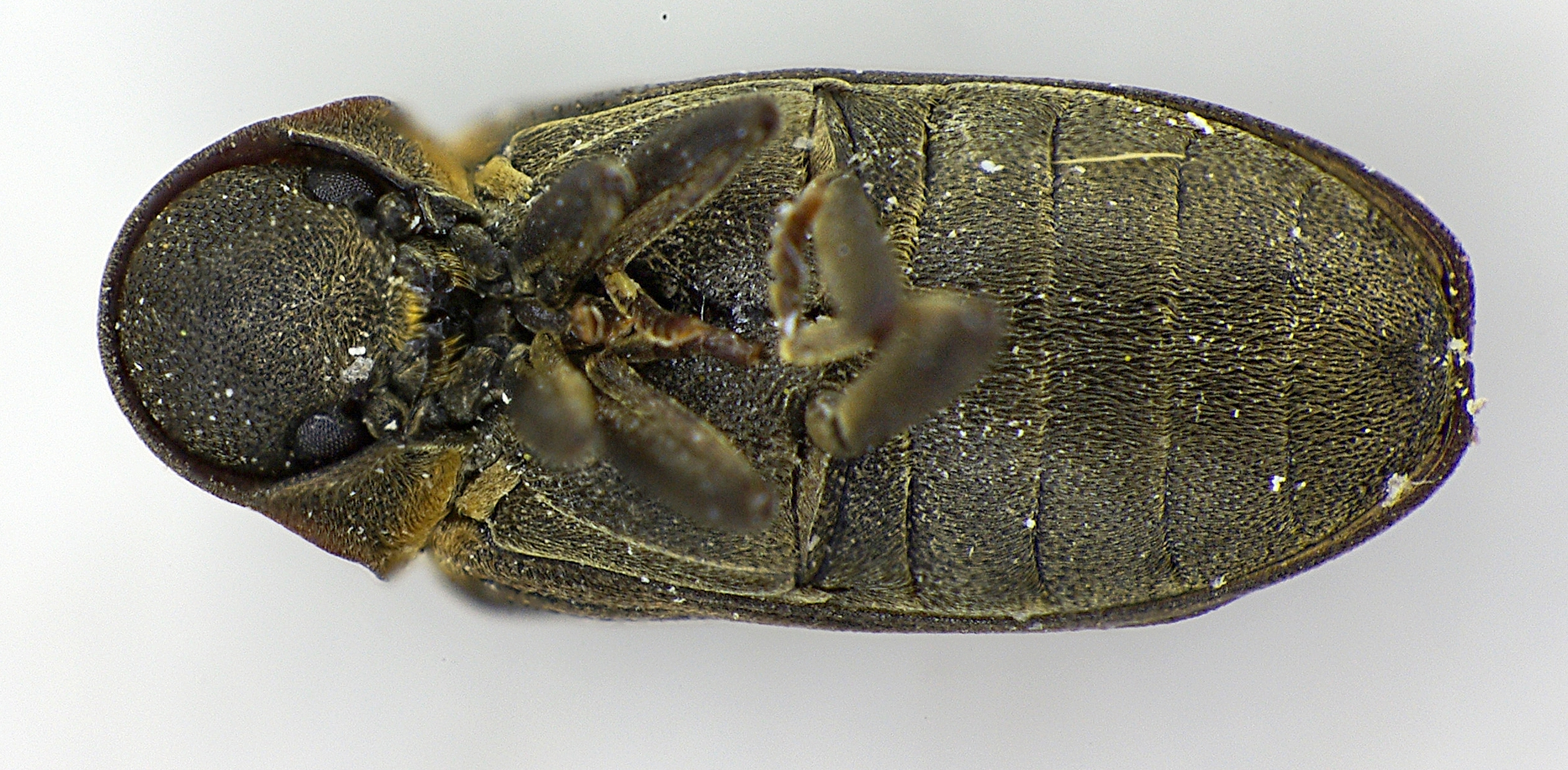
Thanatose